# FC Viktoria Plzeň
FC Viktoria Plzeň este o echipă de fotbal din Plzeň, Cehia. Au câștigat campionatul Cehiei de patru ori: 2010–11, 2012–13, 2014–15, 2015–16.

## Palmares

### Național
Prima Ligă din Cehia:
- Campioană (6): 2010/11, 2012/13, 2014/15, 2015/16, 2016/17, 2021/22
- Locul doi (1): 2013/14

Cupa Cehiei:
- Campioană (1): 2009/10
- Locul doi (1): 2013/14

Supercupa Cehiei:
- Campioană (2): 2011, 2015
- Locul doi (2): 2010, 2013, 2014

Liga 2.cehă:
- Campioană (3): 2002/03

### European
- UEFA Europa League
  -  Optimi de Finală (2) : 2013,  2014

## Jucători

### Lotul actual
La 8 septembrie 2022.
| Nr. |          | Poziție | Jucător         |
| --- | -------- | ------- | --------------- |
| 2   | Cehia    | F       | Lukáš Hejda     |
| 3   | Benin    | F       | Mohamed Tijani  |
| 4   | Cehia    | F       | Luděk Pernica   |
| 6   | Cehia    | M       | Václav Pilař    |
| 7   | Cehia    | M       | Jan Sýkora      |
| 9   | Cehia    | A       | Jan Kliment     |
| 10  | Cehia    | M       | Jan Kopic       |
| 13  | Slovacia | P       | Marián Tvrdoň   |
| 14  | Cehia    | F       | Radim Řezník    |
| 15  | Cehia    | A       | Tomáš Chorý     |
| 16  | Cehia    | P       | Martin Jedlička |
| 18  | Columbia | M       | Jhon Mosquera   |
| 20  | Cehia    | M       | Pavel Bucha     |

| Nr. |          | Poziție | Jucător                                        |
| --- | -------- | ------- | ---------------------------------------------- |
| 21  | Cehia    | F       | Václav Jemelka                                 |
| 23  | Cehia    | M       | Lukáš Kalvach                                  |
| 24  | Cehia    | F       | Milan Havel                                    |
| 25  | Cehia    | M       | Aleš Čermák                                    |
| 29  | Cehia    | F       | Robin Hranáč                                   |
| 33  | Slovacia | A       | René Dedič (împrumutat de la Fotbal Třinec)    |
| 35  | Cehia    | F       | Filip Kaša                                     |
| 36  | Cehia    | P       | Jindřich Staněk                                |
| 44  | Cehia    | F       | Libor Holík (împrumutat de la Jablonec)        |
| 77  | Slovacia | M       | Erik Jirka                                     |
| 88  | Cehia    | M       | Adam Vlkanova                                  |
| 90  | Nigeria  | A       | Fortune Bassey (împrumutat de la Ferencvárosi) |
| 99  | Senegal  | M       | Modou N'Diaye                                  |